# Chang'e 5-T1
Chang'e 5-T1 es una misión lunar experimental no tripulada, que fue lanzada el 23 de octubre de 2014 por la Administración Espacial Nacional China (CNSA) para probar la reentrada atmosférica de una cápsula similar a la de la futura misión Chang'e 5.
La cápsula aterrizó en Siziwang, Ulanqab, Mongolia Interior, el 31 de octubre de 2014, a las 22:42 UTC. El módulo de servicio CE-5-T1 entró en órbita lunar el 13 de enero de 2015, con una órbita inicial de 200 x 5300 km y un período de 8 horas.